# Prionostemma arredoresium
Prionostemma arredoresium is een hooiwagen uit de familie Sclerosomatidae.